# Буенза
Буенза (на френски: Bouenza) е една от десетте области на Република Конго. Разположена е в южната част на страната и граничи с анголската провинция Кабинда и Демократична република Конго. Площта ѝ е 12 266 км², а населението е 309 073 души, по преброяване от 2007 г. Столица на Буенза е град Мадингу. Областта е разделена на 6 общини.

## Промишленост и земеделие
В Буенза се развива индустрия и се отглеждат култури, използвани изцяло за продан. Най-важни в провинцията за развитието на идустрията са фабриката за цимент в малкия град Лутете и насажденията на захарна тръстика. Има запаси на мед, олово и цинк. Язовирът Мукукулу в провинцията осигурява водна енегрия. Главно се отглеждат банани, бобови растения, тютюн, фъстъци. Произвежда се и палмово масло.